# 221917 Opites
221917 Opites este o planetă minoră (asteroid) din Asteroid troian al lui Jupiter. A fost descoperită pe 26 septembrie 2008 la  de Stefan Karge⁠(d). 
Obiectul prezintă o orbită caracterizată de o semiaxă mare de 5,2499850451112 UAi, o excentricitate de 0,076, o înclinație de 23,9 ° în raport cu ecliptica.